# 后豐鐵馬道
后豐鐵馬道是指后里車站至豐原車站間的自行車道。原為於1997年10月8日切換廢止的臺灣鐵路管理局舊山線，於2005年4月17日啟用。

## 路線資料
路線距離從后里到豐原間4.5km，於2005年4月17日啟用。汽機車等動力交通工具禁止通行。曾於2008年時，為因應后豐大橋斷裂，開放機車通行至溪底便橋完成。

## 簡介

### 區間
包含后里馬場到國道四號高架橋間（現稱鐵馬道），離現今縱貫鐵路山線約1公尺至1000公尺遠，其中鐵馬道原本為臺灣鐵路管理局舊山線，南端可與東豐自行車綠廊連接。

### 重要地標
- 九號隧道：舊山線最長的隧道，長1269.5公尺。隧道北口題有「潛行不窒」四字；南口則題有「氣象雄深」四字。隧道南端連接大甲溪橋；北端離后里站不遠。
- 大甲溪鐵橋（花樑鋼橋）：長382公尺，有六座花樑。是后里區與豐原區的分界。

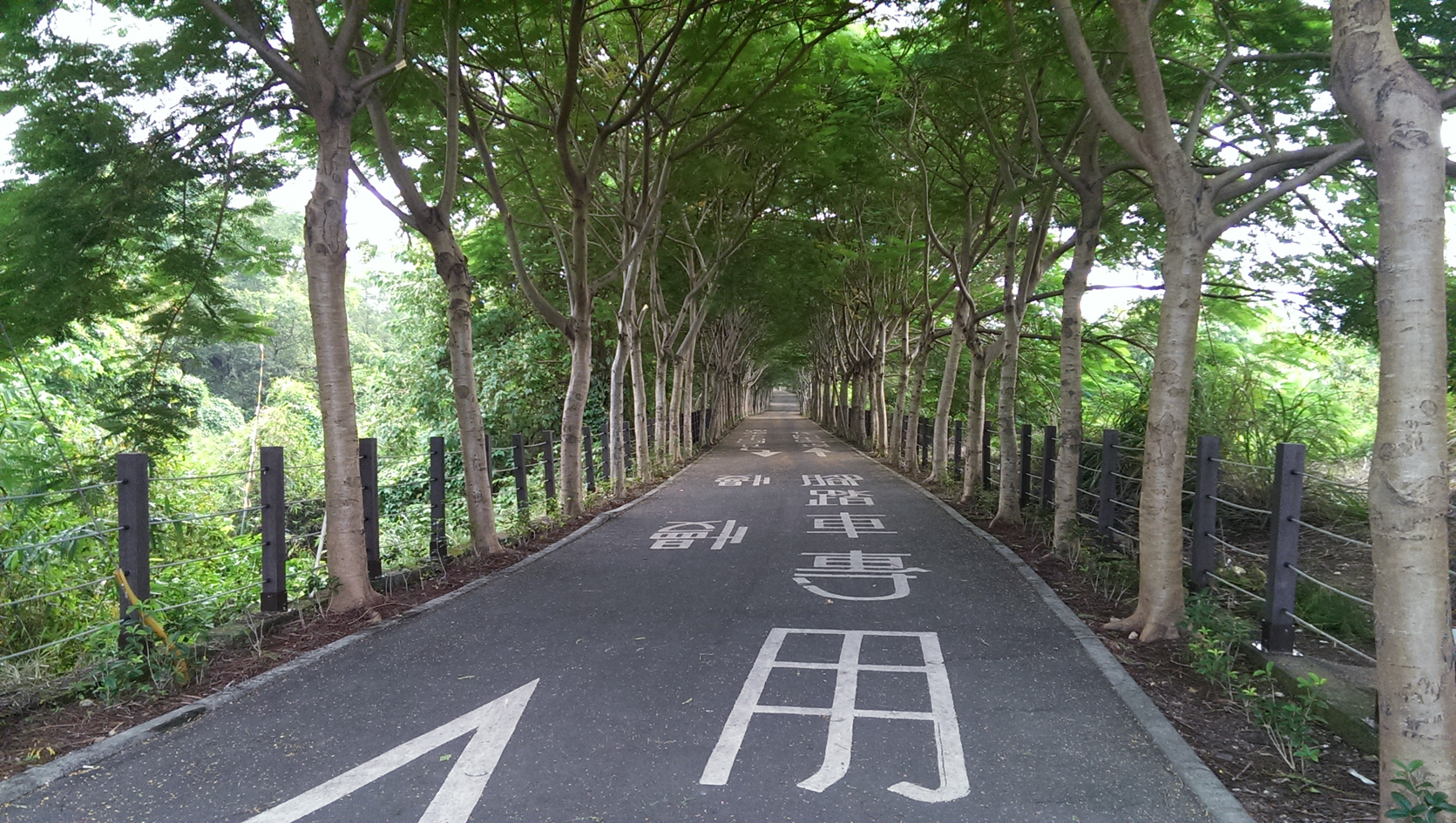
后豐鐵馬道路線
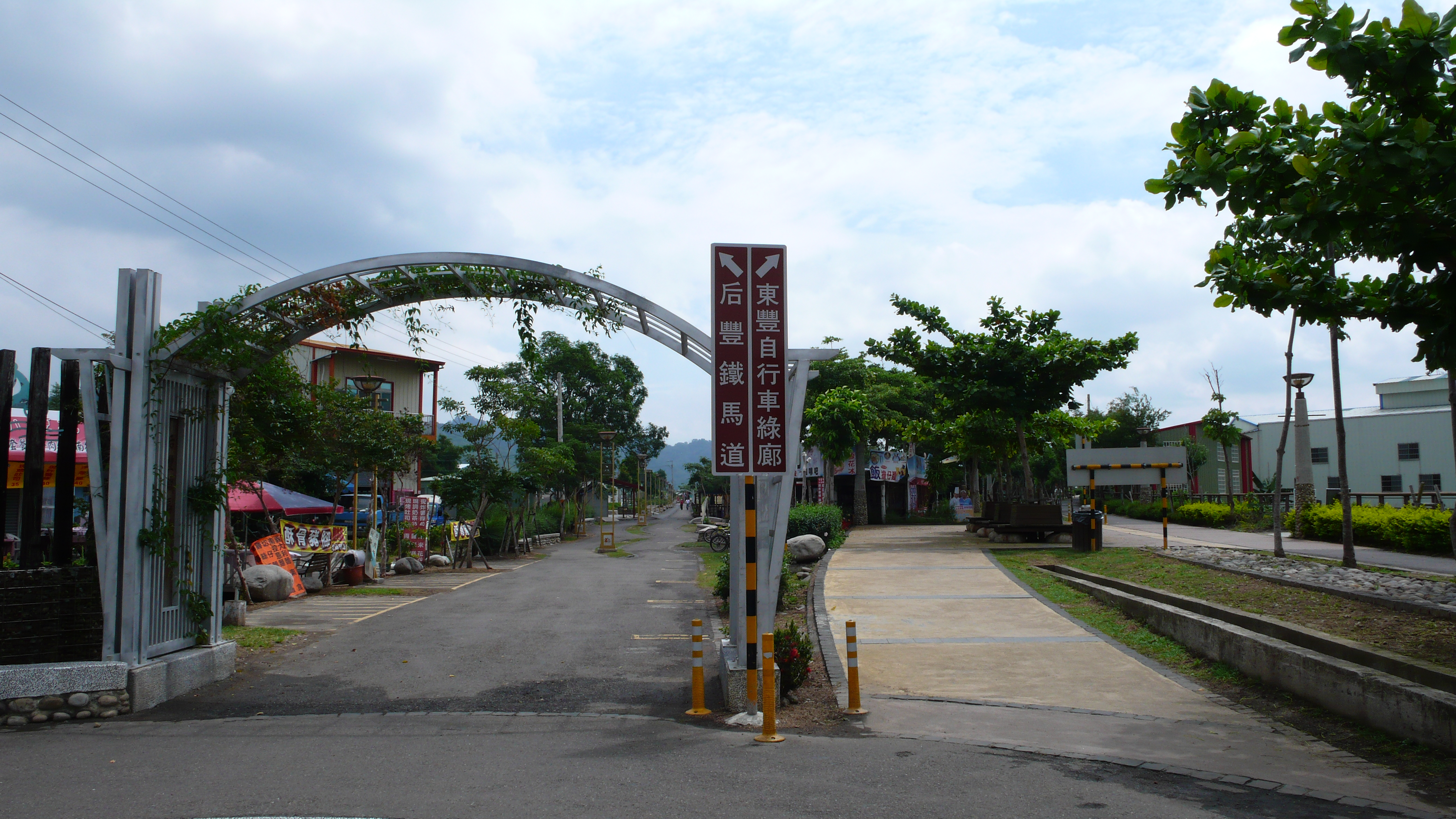
后豐鐵馬道與東豐自行車綠廊的共線起點
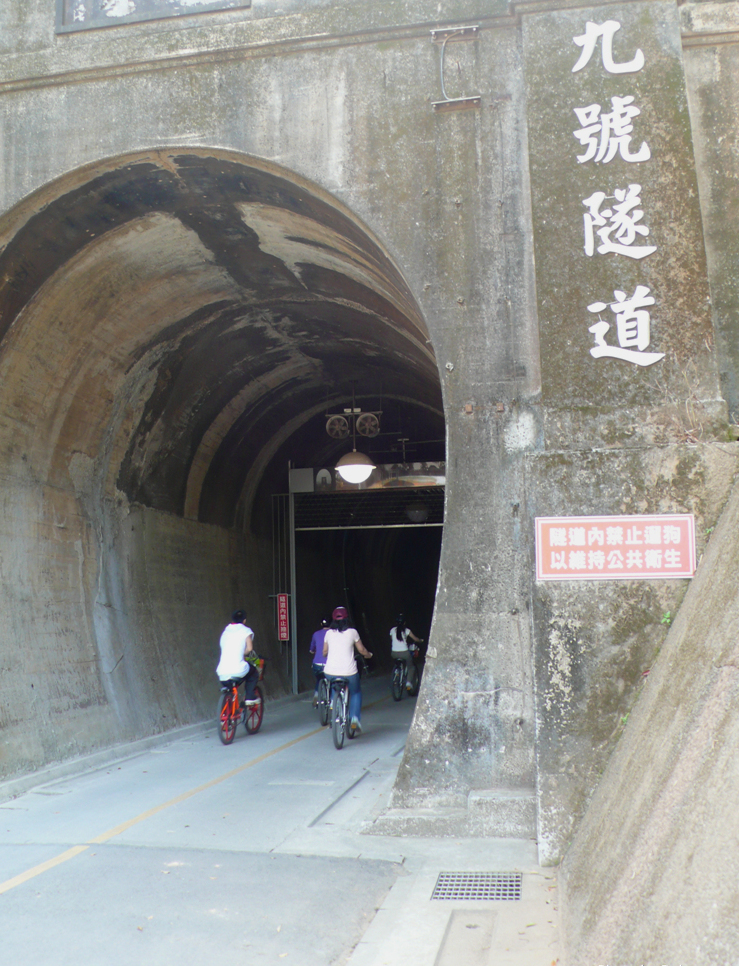
九號隧道入口
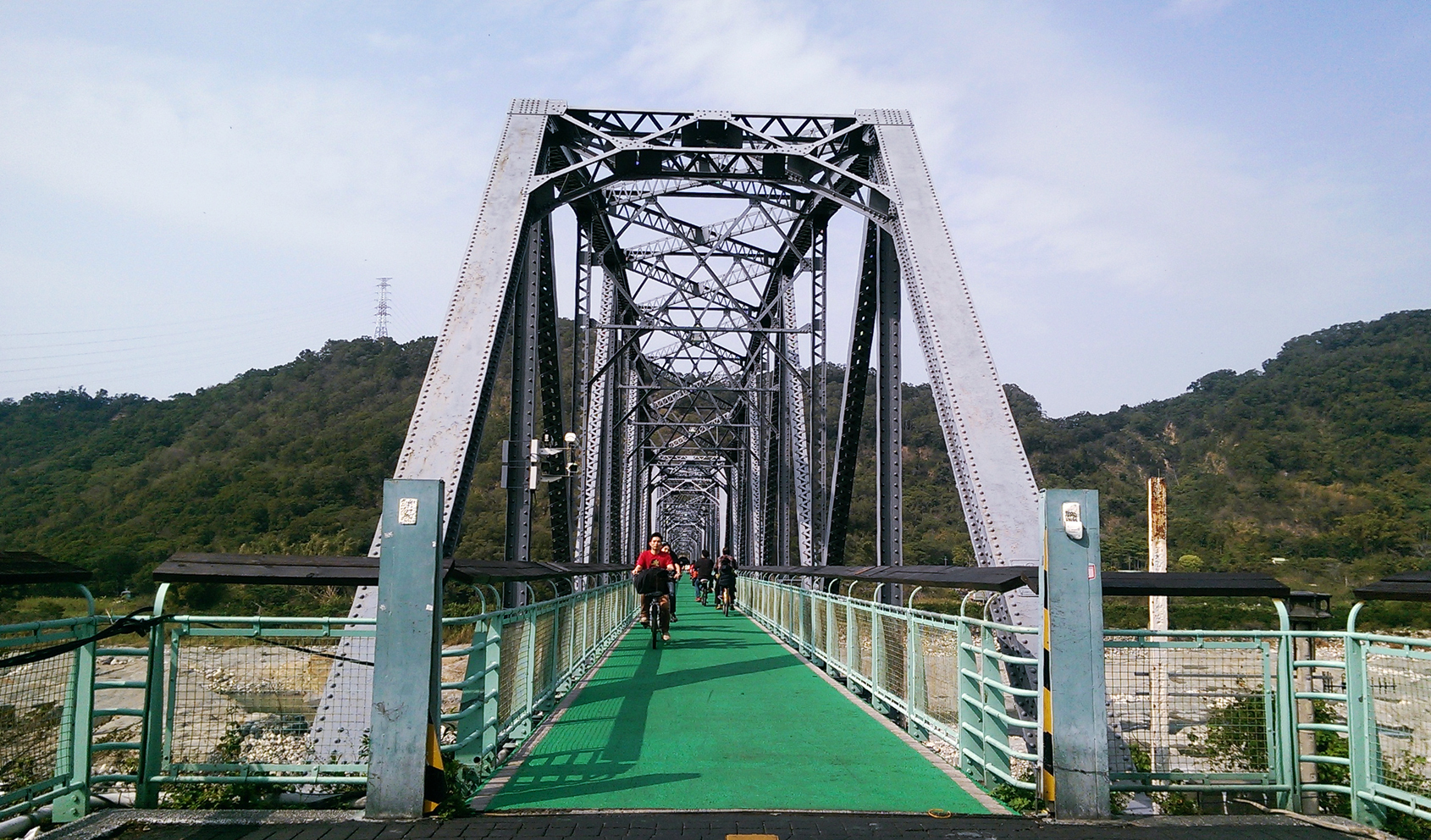
2014年的大甲溪花樑鋼橋
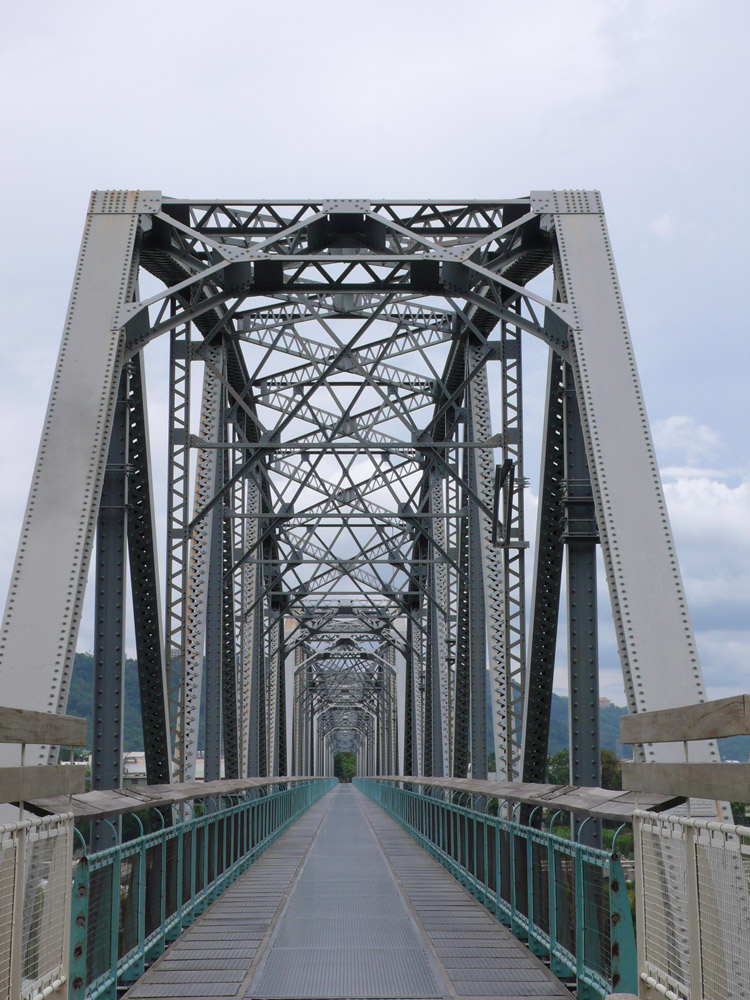
大甲溪鐵橋（花樑鋼橋）
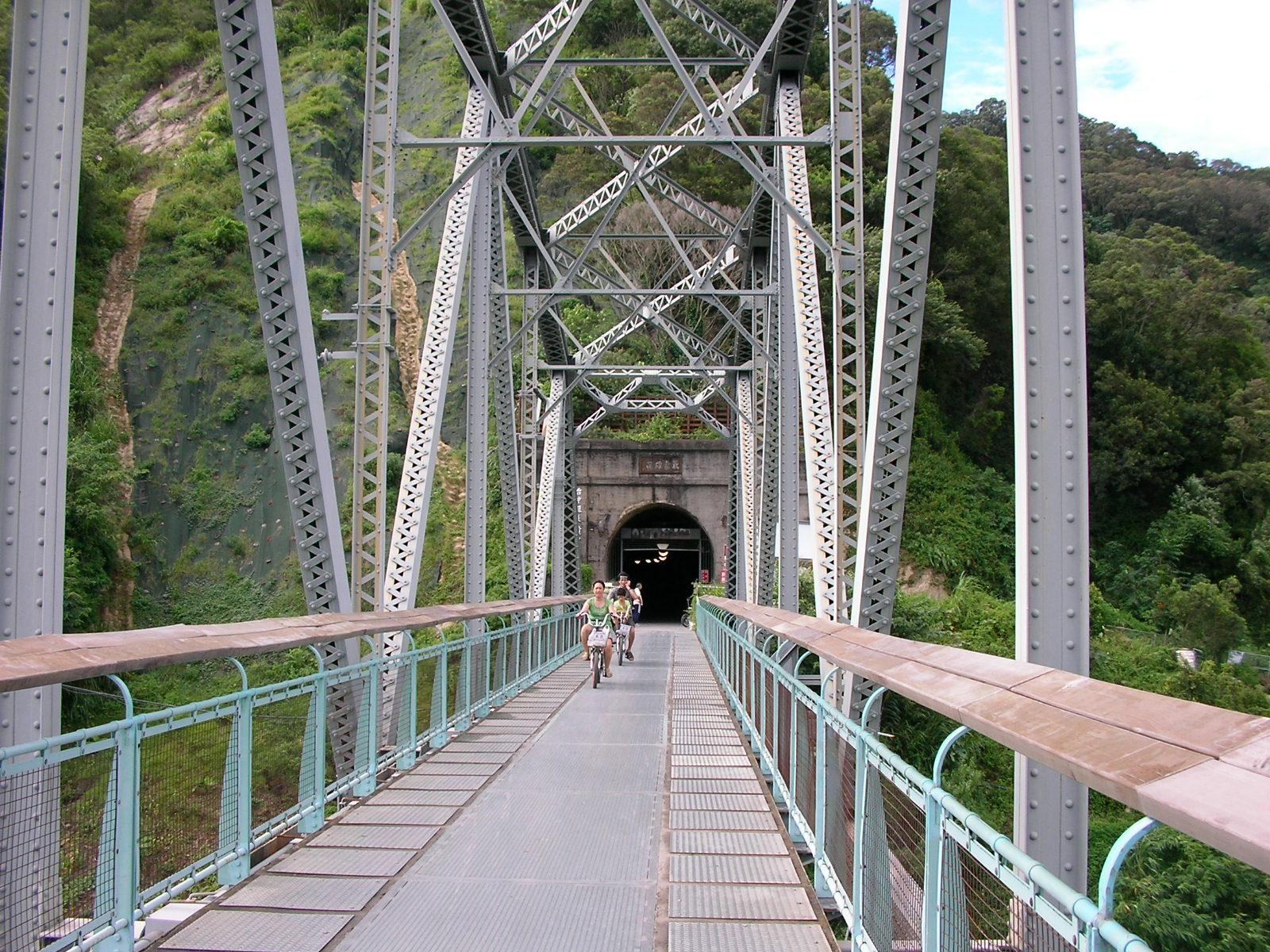
大甲溪鐵橋（花樑鋼橋）

## 外部連結
台中觀光旅遊網-后豐鐵馬道（页面存档备份，存于）